# Fränkische Reichsteilung
Während der gesamten Geschichte des Fränkischen Reichs kam es zu zahlreichen Reichsteilungen, meist im Rahmen der Herrschaftsnachfolge.

## Merowingische Teilungen

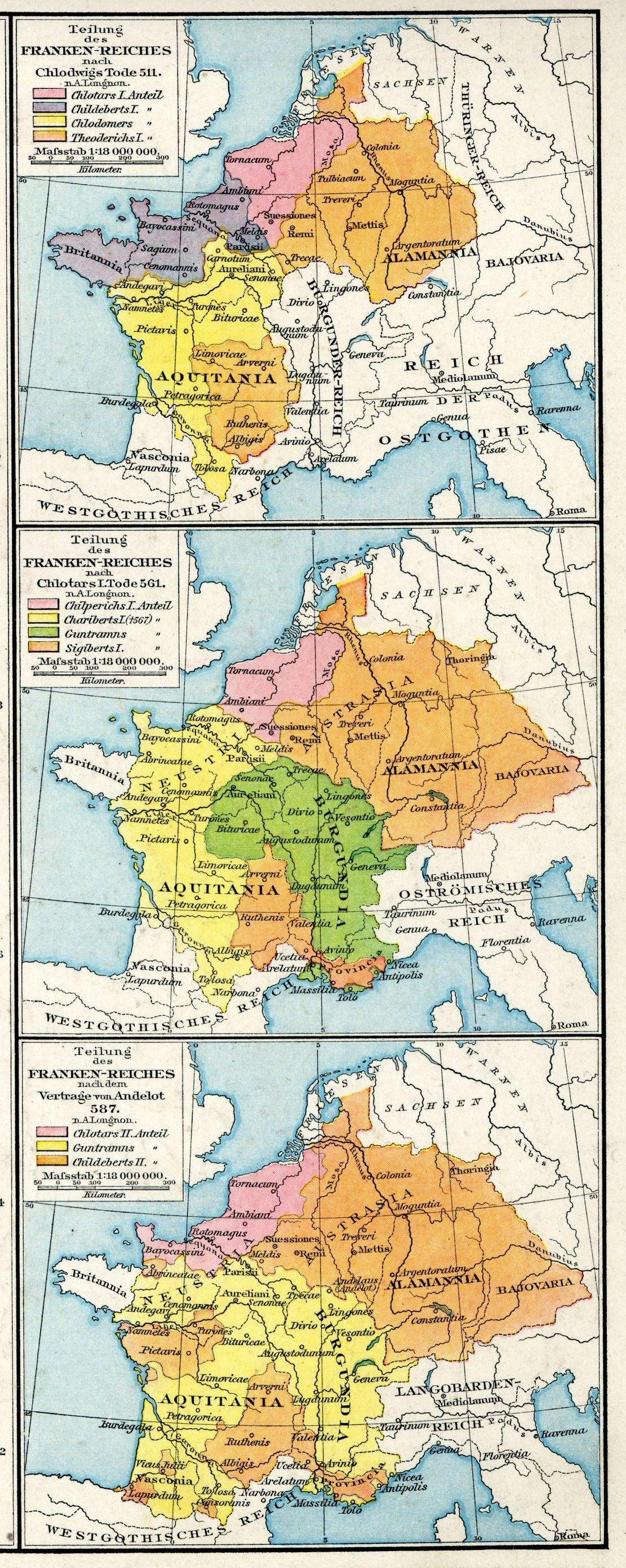
Die Reichsteilungen nach dem Tode Chlodwigs I. (511), Chlothars I. (561) und dem Vertrag von Andelot (587)

Chlodwig I. (466–511), fränkischer Stammeskönig aus dem Geschlecht der Merowinger aus dem Gebiet um Tournai an der Schelde, einte die Franken durch Krieg und Politik. Nach seinem Tod wurde das erstmals gesamtfränkische Königreich unter seinen Söhnen Theuderich I., Chlodomer, Childebert I. und Chlothar I. aufgeteilt.
Nachdem Chlothar I. (497–561) das Reich wiedervereint hatte, teilte es sich nach seinem Tod zwischen Guntram I., Charibert I., Sigibert I. und Chilperich I. wieder auf. Nach dem Ableben von Dagobert I. (ca. 609–639) wurde das Reich erneut aufgeteilt, diesmal zwischen Sigibert III. und Chlodwig II.
Karl Martell (688–741), fränkischer Hausmeier, hinterließ die Macht im fränkischen Reich seinen Söhnen, die jeweils Hausmeier in zwei Reichshälften wurden: Pippin der Jüngere in Neustrien und Karlmann in Austrien. 743 wurde von ihnen allerdings Childerich III. als letzter Merowingerkönig eingesetzt.

## Karolingische Teilungen
Pippin (714–768) setzte 751 Childerich III. ab und ließ sich zum ersten karolingischen fränkischen König krönen. Sein Sohn Karl der Große (747–814) wurde sein Nachfolger, der sich bis 771 das Reich mit Karlmann I. (751–771) teilte. Karlmann I. hielt die Herrschaft über den südlichen Teil, von Burgund und Aquitanien bis Alemannien; Karl der Große über den nördlichen Teil.
Karl der Große hinterließ seinem Sohn Ludwig I. dem Frommen (778–840) ein geeintes, stabiles Reich. Ursprünglich hatte Karl jedoch schon 806 die Aufteilung des Reiches in Unterkönigreiche unter seinen drei Söhnen beschlossen (Divisio Regnorum). Ludwigs Bestrebungen, seinen Söhnen aus zwei Ehen jeweils eigene Teilreiche zu hinterlassen, dabei aber zugleich die Reichseinheit durch Vergabe der Kaiserkrone und der außenpolitischen Oberhoheit an den Sohn Lothar I. zu sichern, führte noch zu Lebzeiten Ludwigs zu Macht- und Verteilungskriegen. Drei Jahre nach seinem Tod kam es zur dauerhaften Teilung des Frankenreiches im Vertrag von Verdun 843. Der westliche Teil mit Aquitanien ging an Karl den Kahlen (823–877), der mittlere Teil von der Nordsee über Aachen und Rom bis ans Mittelmeer ging an Lothar I. (795–855) und der östliche Teil ging an Ludwig den Deutschen, (804–876).
Lothars Reichsteil wurde nach seinem Tod unter seinen drei Söhnen Lothar II. (826–869), Ludwig II. (822–875) und Karl von der Provence (845–863) aufgeteilt. Der Norden wurde zu Lotharingien (Lothringen), Karl erhielt die Provence und einen Großteil Burgunds und Ludwig übernahm Italien und die Kaiserwürde. Der ostfränkische Reichsteil Ludwigs des Deutschen zerfiel unter seinen Söhnen in die Herzogtümer Sachsen, Bayern und Schwaben. Weitere Teilungen und Zusammenlegungen wechselten einander ab. Die ursprüngliche Ausdehnung des Frankenreiches wurde aber nicht mehr erreicht.

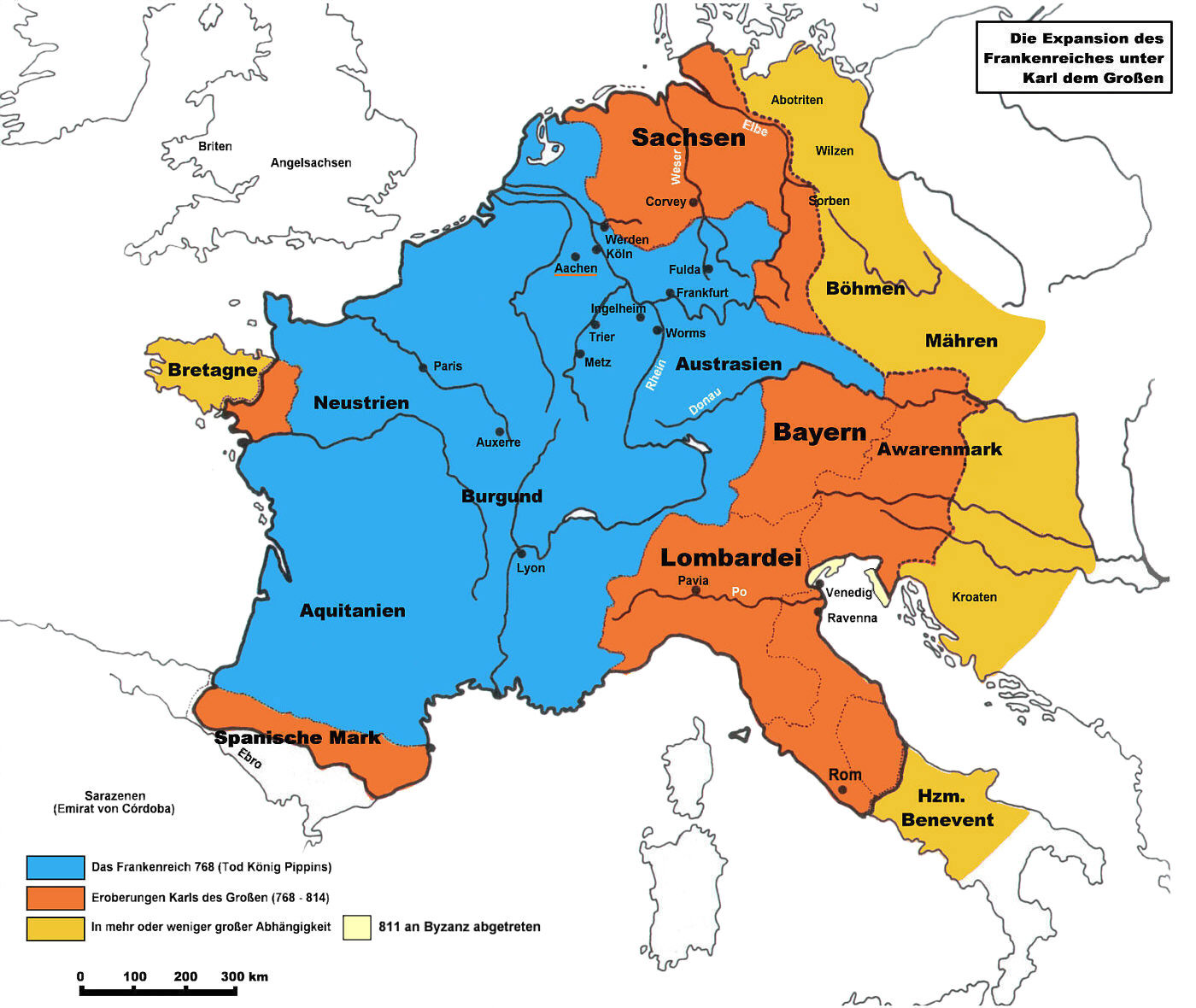
Frankenreich 768 bis 811
Reichsteilung nach dem Vertrag von Verdun 843
Reichsteilung nach dem Vertrag von Prüm 855
Reichsteilung von 863 (Aufteilung des Reichs von Karl von der Provence)
Reichsteilung nach dem Vertrag von Meerssen 870
Reichsteilung nach den Verträgen von Verdun und Ribemont 879/880

Die Teilung von Prüm 855, der Vertrag von Meerssen 870 und der Vertrag von Ribemont 880 bestätigten und modifizierten die Teilungen erneut.
Keine politische Wirklichkeit wurde die Divisio Regnorum durch Karl den Großen im Jahr 806 und die Ordinatio imperii Ludwigs des Frommen 817.